# Дулово (Кирилловский район)
Дулово — деревня в Кирилловском районе Вологодской области.
Входит в состав Николоторжского сельского поселения, с точки зрения административно-территориального деления — в Николо-Торжский сельсовет.
Расстояние по автодороге до районного центра Кириллова — 23 км, до центра муниципального образования Никольского Торжка — 2 км. Ближайшие населённые пункты — Никольский Торжок, Чебунино, Куконцы.
По переписи 2002 года население — 4 человека.